# فرانك غرانت (ملاكم)
فرانك غرانت (بالإنجليزية: Frank Grant)‏ مواليد 22 مايو 1965 في برادفورد، هو ملاكم محترف بريطاني سابق صنّف ضمن فئة الوزن المتوسط.

## إحصائيات
خاض خلال مسيرته 26 نزالا، فاز في 22 ولم يتعادل وخسر في 4. فاز بالضربة القاضية في 17 نزالا.

## روابط خارجية
- فرانك غرانت على موقع بوكس ريك (الإنجليزية) (registration required)